# Jillian Hall
Jillian Faye Fletcher (Los Angeles, 6 september 1980), beter bekend als Jillian Hall, is een Amerikaans professioneel worstelaarster die bekend was in de World Wrestling Entertainment (WWE).

## In het worstelen
- Finishers
  - 450° splash
  - Lifting sitout full nelson bulldog
  - Moonsault

- Signature moves
  - Sitout facebuster
  - Boob Job (Hall gijpt het gezicht van haar tegenstander en duwt haar dan op haar borsten)
  - Cartwheel into an elbow drop
  - Crash Test
  - Diving crossbody
  - Fender Bender
  - Handspring back elbow smash
  - Missile dropkick
  - Neck snap
  - Samoan drop
  - Scoop slam

- Worstelaars managed
  - Melissa Coates
  - John "Bradshaw" Layfield
  - Orlando Jordan
  - Melina Perez
  - Ashley Massaro

- Bijnamen
  - "The Bombshell"
  - "The Pop Princess"
  - "The Jazzy Jezebel"
  - "The Songstress"
  - "The Tone Deaf Diva"

## Prestaties
- Blue Water Championship Wrestling
  - BWCW Women's Championship (1 keer; eerste kampioene ooit)

- Canadian International Wrestling
  - CIW Indy Women's Championship (1 keer)

- Frontier Elite Wrestling
  - Frontier Elite Wrestling Women's Championship 1 keer)

- GLORY Wrestling
  - GLORY Championship (1 keer)

- Hoosier Pro Wrestling
  - HPW Cruiserweight Championship (1 keer)
  - HPW Ladies' Championship (1 keer)

- Mid-States Championship Wrestling
  - MCW Mid-American Championship (1 keer)

- Professional Girl Wrestling Association
  - PGWA Championship (1 keer)

- Southern States Wrestling
  - SSW Women's Championship (1 keer)

- Superstar Wrestling Federation
  - SWF Tag Team Championship (2 keer; 1x met Randy "the King" Allen en 1x met Pyro)
  - SWF Women's Championship (1 keer)

- Women's Wrestling Alliance
  - WWA Women's Championship (1 keer)

- World Wrestling Entertainment
  - WWE Divas Championship (1 keer)

## Persoonlijk leven
Jillian heeft een dochter en een zus. Ze heeft onlangs plastische chirurgie en borstvergroting ondergaan.
Ze heeft momenteel een relatie met Tank Toland. Jillian haar beste vriend(in) in haar leven is Melina (WWE Diva).